# Zweifarb-Reisratten
Die Zweifarb-Reisratten (Oecomys) sind eine in Mittel- und Südamerika lebende Nagetiergattung aus der Gruppe der Neuweltmäuse. Sie umfasst 19 Arten.

## Merkmale
Zweifarb-Reisratten erreichen eine Kopfrumpflänge von 12 bis 15 Zentimeter und eine Schwanzlänge von 12 bis 16 Zentimeter. Das Gewicht beträgt, soweit bekannt, 20 bis 70 Gramm. Ihr Fell ist an der Oberseite braun, rotbraun oder schwärzlich gefärbt und mit schwarzen Haaren gesprenkelt, die Unterseite ist weiß oder hellbraun. Der Schwanz ist behaart, bei manchen Arten auch leicht buschig. Die Füße sind breit und an eine kletternde Lebensweise angepasst.

## Verbreitung und Lebensweise
Diese Nagetiere leben im südlichen Mittel- und im nördlichen Südamerika, ihr Verbreitungsgebiet erstreckt sich von Costa Rica bis ins mittlere Brasilien. Sie bewohnen sowohl Grasländer als auch Wälder.
Über die Lebensweise ist sehr wenig bekannt. Viele Arten sind Baumbewohner, manche halten sich aber häufig am Boden auf.
Laut IUCN ist die Art O. cleberi stark gefährdet, sie ist nur aus dem brasilianischen Bundesdistrikt bekannt. Alle anderen Arten sind nicht bedroht.

## Die Arten
- Oecomys auyantepui lebt im südlichen Venezuela, in den drei Guyana-Staaten und in Nordbrasilien.
- Oecomys bicolor ist von Ostpanama bis ins mittlere Brasilien verbreitet.
- Oecomys catherinae bewohnt das südöstliche Brasilien.
- Oecomys cleberi ist nur aus dem Bundesdistrikt Brasiliens bekannt und stark gefährdet.
- Oecomys concolor kommt von Südvenezuela bis Nordbolivien vor, das genaue Verbreitungsgebiet ist unklar.
- Oecomys flavicans bewohnt Kolumbien und Venezuela.
- Oecomys franciscorum bewohnt den Chaco.[1]
- Oecomys mamorae lebt in Bolivien, Nordparaguay und dem westlichen Brasilien.
- Oecomys matogrossensis kommt im Bundesstaat Mato Grosso im südlichen Brasilien vor.
- Oecomys paricola ist in Brasilien südlich des Amazonas beheimatet, das genaue Verbreitungsgebiet ist unklar.
- Oecomys phaeotis bewohnt – soweit bekannt – das östliche Peru.
- Oecomys rex lebt im südlichen Venezuela, in den drei Guyana-Staaten und in Nordbrasilien.
- Oecomys roberti ist von Südvenezuela bis Mittelbrasilien verbreitet.
- Oecomys rutilus kommt in den drei Guyana-Staaten und Nordbrasilien vor.
- Oecomys speciosus lebt in Kolumbien, Venezuela und auf der Insel Trinidad.
- Oecomys superans kommt von Kolumbien bis Peru vor.
- Oecomys sydandersoni kommt in Bolivien vor.
- Oecomys tapajinus kommt im östlichen Amazonien vor.
- Oecomys trinitatis ist von Costa Rica bis Mittelbrasilien einschließlich der Insel Trinidad verbreitet.